# Jacques Louis Randon

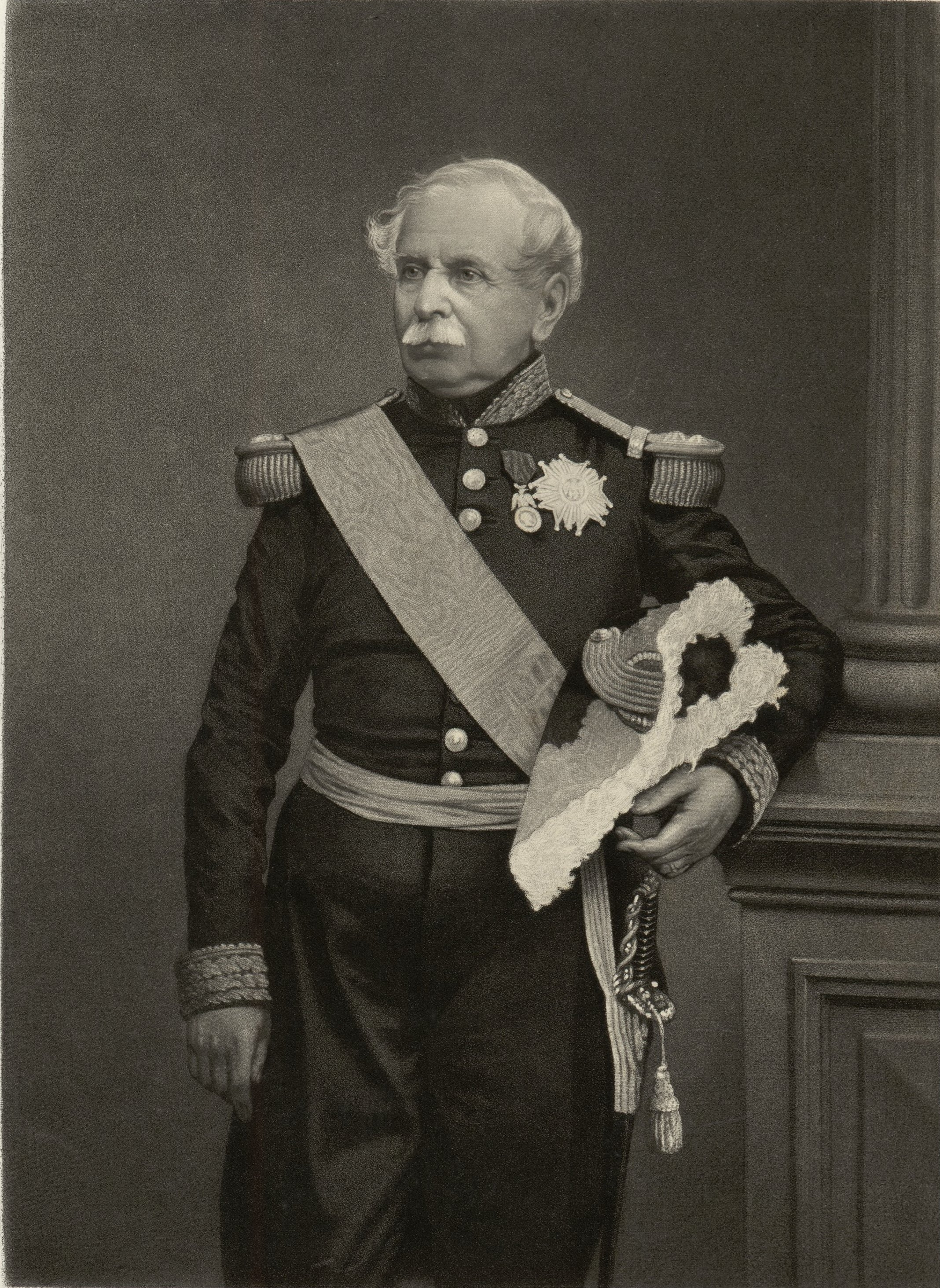
Jacques Louis Randon

Jacques Louis César Alexandre de Randon (ur. 25 marca 1795 w Grenoble, zm. 16 stycznia 1871 w Genewie), francuski dowódca wojskowy i polityczny, marszałek Francji i gubernator Algierii.
Uczestnik wojen napoleońskich. Dwukrotnie piastował urząd ministra wojny Francji: od 24 stycznia 1851 do 26 października 1851 oraz od 5 maja 1859 do 20 stycznia 1867. Został odznaczony Krzyżem Wielkim Legii Honorowej.